# جيمس ويلان (دراج)
جيمس ويلان (بالإنجليزية: James Whelan)‏ (و. 1996  م) هو دراج أسترالي، ولد في ملبورن.

## التصنيف
| السنة      | 2018 | 2019 | 2020 | 2021 | 2022 | 2023 | 2024 |
| ---------- | ---- | ---- | ---- | ---- | ---- | ---- | ---- |
| عالمي      | 260  | 2233 | 1168 | 1151 | 737  | 962  | 2316 |
| أوروبا     | 599  |      |      |      |      |      |      |
| أوقيانوسيا | 2    | 106  | 60   | 46   | 45   | 58   | -    |
|            |      |      |      |      |      |      |      |
| مصدر: UCI  |      |      |      |      |      |      |      |

## سجل الفوز

### سباقات أو مراحل فاز بها
| التاريخ        | السباق                                                              | المركز                                           |
| -------------- | ------------------------------------------------------------------- | ------------------------------------------------ |
| 06 يناير 2018  | سباق الطريق للرجال تحت 23 سنة في بطولة أستراليا لسباق الدراجات 2018 | المركز الثاني                                    |
| 04 فبراير 2018 | طواف هيرالد صن 2018                                                 | الثالث في تصنيف أفضل شاب، التاسع في تصنيف الجبال |
| 11 مارس 2018   | 2018 Oceania Road Cycling Championships Men U23 RR                  | الفائز في التصنيف العام                          |
| 25 مارس 2018   | 2018 Oceania Road Cycling Championships Men RR                      | المركز الثاني                                    |
| 07 أبريل 2018  | روند فان فلانديرن بيلوفتن 2018                                      | الفائز في التصنيف العام                          |
| 09 أغسطس 2020  | طواف بولندا 2020                                                    | السابع في تصنيف الجبال                           |
| 16 يناير 2022  | سباق الطريق للرجال في بطولة أستراليا 2022                           | المركز الثاني                                    |
| 28 مايو 2023   | 2023 GP Beiras e Serra da Estrela                                   | الثاني في تصنيف الجبال                           |
| 20 أغسطس 2023  | فولتا البرتغال 2023                                                 | الثامن في التصنيف العام                          |
| 28 أبريل 2024  | طواف تركيا الرئاسي 2024                                             | الخامس في تصنيف الجبال                           |